# Flavio Orsini
Flavio Orsini (* 1532 in Rom; † 16. Mai 1581 in Pozzuoli bei Neapel) war ein Kardinal der Römischen Kirche.

## Leben
Nach einem Studium der Rechtswissenschaften und der Promotion zum Dr. iur. utr. trat der Sohn des Herzogs Ferrante von Gravina in die Römische Kurie ein. Zunächst päpstlicher Hausprälat, wurde er am 29. November 1560 zum Bischof von Muro Lucano ernannt, die Bischofsweihe erfolgte am 15. März 1561 durch Kardinal Giovanni Michele Saraceno. Im Mai desselben Jahres kaufte er die Stelle eines Auditors der Apostolischen Kammer und im Juli 1562 resignierte er auf Muro, am 16. Dezember 1562 wurde er nach Spoleto transferiert, für das 1580 sein Neffe Pietro Orsini als Koadjutor mit dem Recht der Nachfolge ernannt wurde. Papst Pius IV. erhob ihn am 12. März 1565 zum Kardinal und verlieh ihm die Titelkirche San Giovanni a Porta Latina, von der er am 17. November 1565 nach Santi Marcellino e Pietro versetzt wurde. 1578 wechselte er zur Titelkirche Santa Prisca, behielt aber den vorherigen Titel als Kommende bis zu seinem Tode bei und wurde dort auch beigesetzt. Von 1569 bis 1573 war er Administrator des Erzbistums Cosenza. 1572 wurde er zum Legaten beim französischen König Karl IX. ernannt. Kardinalprotektor für Frankreich wurde er 1573, für Irland 1580 und für Flandern 1581.
Nach seinem Tod 1581 wurde Kardinal Orsini in der Kirche San Domenico in Neapel beigesetzt, in der auch sein Vater bestattet war. Zu seinem Alleinerben setzte er seinen noch minderjährigen Neffen Giovanni Antonio ein, den Sohn seines verstorbenen Bruders Virginio und Orsinis Mündel.